# Abbiamo tutti un blues da piangere
Abbiamo tutti un blues da piangere è il secondo album dei Perigeo, pubblicato dalla RCA Italiana nel 1973 (e ripubblicato su CD nel 2008).

## Tracce
Lato A
1. Non c'è tempo da perdere – 8:46 (Giovanni Tommaso)
2. Déjà vu – 4:57 (Giovanni Tommaso)
3. Rituale – 7:28 (Giovanni Tommaso, Francesco D'Andrea, Bruno Biriaco)

Lato B
1. Abbiamo tutti un blues da piangere – 6:07 (Giovanni Tommaso)
2. Country – 3:03 (Giovanni Tommaso)
3. Nadir – 3:45 (Francesco D'Andrea)
4. Vento, pioggia e sole – 9:39 (Giovanni Tommaso)

## Formazione
- Giovanni Tommaso - voce (Non c’è tempo da perdere), basso
- Claudio Fasoli - sassofono alto, sassofono soprano
- Franco D'Andrea - tastiere, pianoforte, pianoforte elettrico
- Tony Sidney - chitarra elettrica
- Bruno Biriaco - batteria, percussioni

Staff tecnico e di produzione
- Gianni Grandis - produzione
- Roberto Gianolio - realizzazione
- Rodolfo Grappa - tecnico della registrazione e re-recording
- Roberto Rosati - assistente musicale
- Dario Campanile - copertina
- Luciano Costarelli - foto